# Sphaenorhynchus dorisae
Sphaenorhynchus dorisae är en groddjursart som först beskrevs av Coleman J. Goin 1957.  Sphaenorhynchus dorisae ingår i släktet Sphaenorhynchus och familjen lövgrodor. IUCN kategoriserar arten globalt som livskraftig. Inga underarter finns listade i Catalogue of Life.